# Tacacoma (gemeente)
Tacacoma is een gemeente (municipio) in de Boliviaanse provincie Larecaja in het departement La Paz. De gemeente telt naar schatting 8.740 inwoners (2018). De hoofdplaats is Tacacoma.